# Михал Вивег
Михал Вивег (на чешки: Michal Viewegh) е чешки новелист, драматург, сценарист и автор на кратки разкази. Той е един от най-популярните чешки писатели след края на тоталитаризма и автор на бестселъри. По собствените му думи той е „един от малцината, които могат да се прехранват само с писане във времена, когато никой не чете“.

## Биография
Роден е на 31 март 1962 година в Прага. Висшето си образование започва в Икономическия университет в Прага, но прекъсва следването си, за да работи. През 1988 Вивег завършва Карловия университет със специалности чешка филология и педагогика. през 1989 година отбива военната си служба. Започва работа като учител в начално училище, а по-късно и като редактор в издателство „Чехословашки писател“ (Československý spisovatel).
Първата си книга Вивег издава през 1990 година, а от 1995 година започва да се занимава изцяло и само с писане. Книгите му се публикуват в големи тиражи, и някои от тях се продават в Чехия в по над един милион копия. Преведени са на 23 езика, включително и на български. По сценарии на Вивег са направени осем игрални филма.
През 1993 година Михал Вивег е удостоен с престижната награда „Иржи Ортен“ за най-добра книга, написана от млад автор (под 30 години). През 2005 година получава наградата „Магнезия Литера“ в категория „Награда на читателската аудитория“.

## Творчество

### Книги на чешки
Издадени книги на чешки
- Názory na vraždu (1990)
- Báječná léta pod psa (1992)
Чудесни години – кучета ги яли, ИК „Колибри“ София (2010), превод Маргарита Младенова[3]
- Nápady laskavého čtenáře (1993)
Хрумвания на добронамерения читател, ИК „Херон Прес“ София (2000), превод Ани Бурова
- Výchova dívek v Čechách (1994)
Възпитаване на девойки в Чехия, ИК „Колибри“ София (2002), превод Маргарита Младенова
- Účastníci zájezdu (1996)
- Zapisovatelé otcovský lásky (1998)
- Povídky o manželství a o sexu (1999)
- Nové nápady laskavého čtenáře (2000)
- Švédské stoly aneb Jací jsme (2000)
- Román pro ženy (2001)
- Báječná léta s Klausem (2002)
- Případ nevěrné Kláry (2003)
- Na dvou židlích (2004)
- Vybíjená (2004)
Народна топка, ИК „Колибри“ София (2007), превод Маргарита Младенова
- Lekce tvůrčího psaní (2005)
- Báječný rok – Deník 2005 (2006)
- Andělé všedního dne (2007)
- Krátké pohádky pro unavené rodiče (2007)
- Román pro muže (2008)
- Povídky o lásce (2009)
- Biomanželka (2010)
- Další báječný rok (2011)
- Mafie v Praze (2011)
Мафията в Прага, изд.: ИК „Парадокс“, София (2017), прев. Анжелина Пенчева
- Mráz přichází z Hradu (2012)[2]
От Храда вее мраз, изд.: ИК „Парадокс“, София (2017), прев. Анжелина Пенчева
- Biomanžel (2015)
- Melouch (2016)
- Muž a žena (2018)
- Převážně zdvořilý Leopold (2020)
- Dula (2021)

### Филми
- Báječná léta pod psa (1997)
- Výchova dívek v Čechách (1997)
- Román pro ženy (2005)
- Účastníci zájezdu (2006)
- Nestyda (2008)
- Případ nevěrné Kláry (2009)
- Román pro muže (2010)
- Svatá čtveřice (2012)